# 天爐座ω
天爐座ω，又名CD-28 819，HD 16046、SAO 167882、HR 749，是天爐座的一颗恒星，视星等为4.9，位于銀經221.7，銀緯-67.34，其B1900.0坐标为赤經2h 29m 27.9s，赤緯-28° -67.34′ 18″。